# Лабри (Жер)
Лабри́ (фр. Labrihe) — коммуна во Франции, находится в регионе Юг — Пиренеи. Департамент — Жер. Входит в состав кантона Мовзен. Округ коммуны — Кондом.
Код INSEE коммуны — 32173.

## География
Коммуна расположена приблизительно в 580 км к югу от Парижа, в 50 км западнее Тулузы, в 28 км к северо-востоку от Оша.
На западе коммуны протекает река Арратс, а на востоке — река Жимон.

## Климат
Климат умеренно-океанический. Лето жаркое и немного дождливое, температура часто превышает 35 °С. Зимой часто бывает отрицательная температура и ночные заморозки. Годовое количество осадков — 700—900 мм.

## Население
Население коммуны на 2010 год составляло 203 человека.
| 1962 | 1968 | 1975 | 1982 | 1990 | 1999 | 2010 |
| ---- | ---- | ---- | ---- | ---- | ---- | ---- |
| 181  | 152  | 142  | 145  | 136  | 150  | 203  |

## Администрация
| Период | Период | Фамилия         | Партия        | Примечания           |
| ------ | ------ | --------------- | ------------- | -------------------- |
| 1959   | 1972   | Жорж Арман      |               |                      |
| 1972   | 1977   | Поль Анри       |               |                      |
| 1977   | 1997   | Юбер Брассе     | Разные правые | генеральный советник |
| 1997   | 2020   | Кристиан Устрик |               |                      |

## Экономика
В 2010 году среди 142 человек трудоспособного возраста (15-64 лет) 98 были экономически активными, 44 — неактивными (показатель активности — 69,0 %, в 1999 году было 74,5 %). Из 98 активных жителей работали 89 человек (51 мужчина и 38 женщин), безработных было 9 (2 мужчин и 7 женщин). Среди 44 неактивных 12 человек были учениками или студентами, 17 — пенсионерами, 15 были неактивными по другим причинам.

## Достопримечательности
- Замок Буве (XV век). Исторический памятник с 1990 года[9]

## Фотогалерея

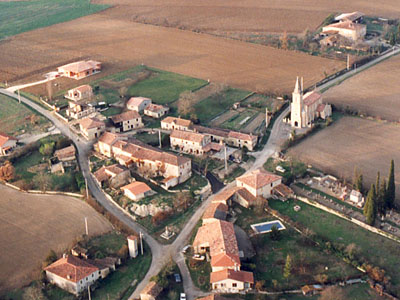
Лабри
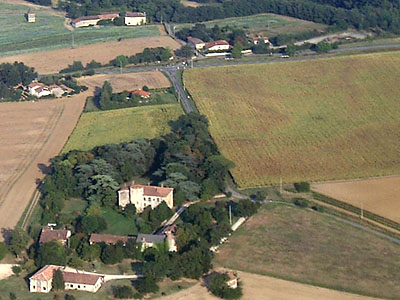
Лабри
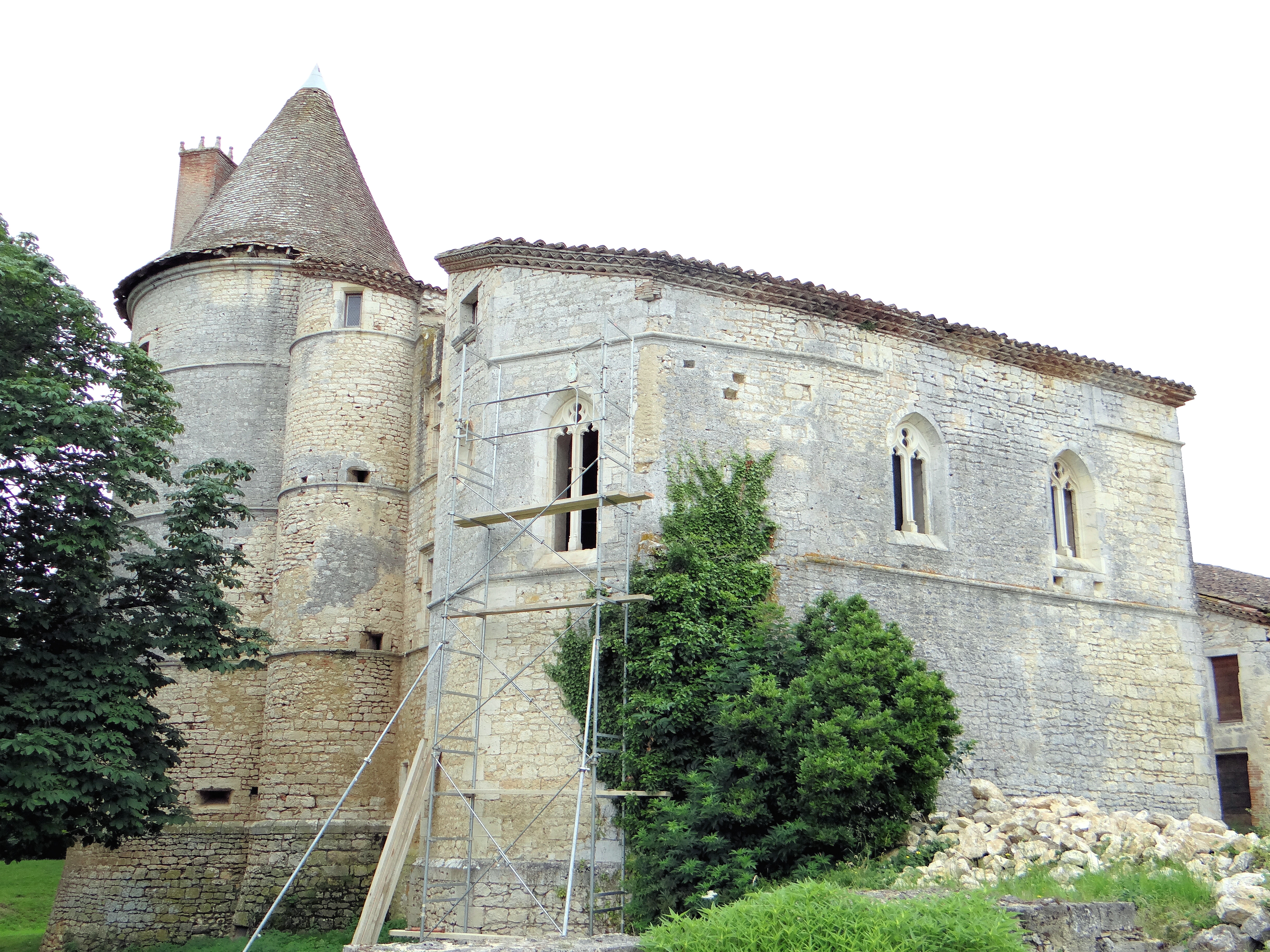
Замок Буве
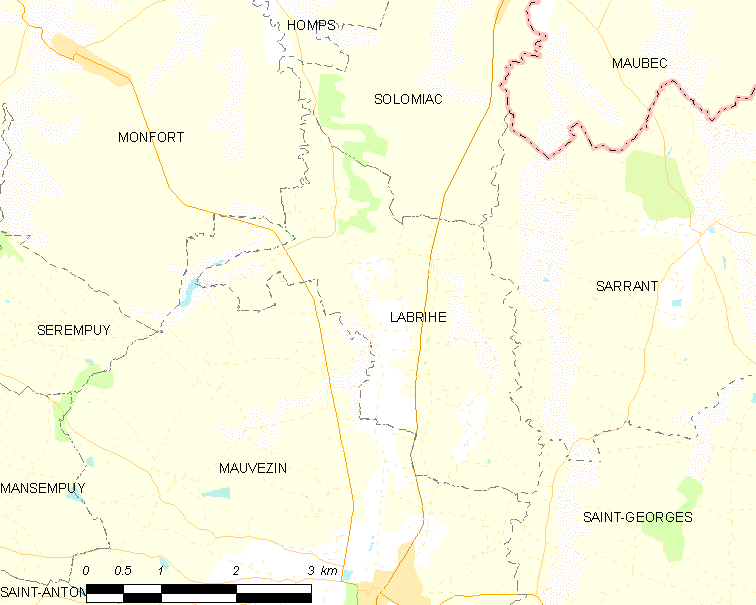
Карта коммуны